# Federico Bricolo
Federico Bricolo (Sommacampagna, 13 luglio 1966) è un politico italiano, capogruppo della Lega Nord al Senato della Repubblica dal 2008 al 2013.

## Biografia
Bricolo viene eletto alla Camera dei deputati nel collegio uninominale di Villafranca di Verona (circoscrizione Veneto 1) nel 2001, nella lista civetta "Abolizione Scorporo". Federico Bricolo ha in seguito aderito al gruppo parlamentare Lega Nord Federazione Padana.
Dal 22 aprile 2005 all'11 febbraio 2006, durante il governo Berlusconi III, è stato sottosegretario presso il Ministero delle infrastrutture e dei trasporti.
Bricolo ha presentato nel 2002 un disegno di legge (15 maggio 2002, n. C.2749) sull'esposizione del crocifisso "in tutti i pubblici uffici e le pubbliche amministrazioni della Repubblica", volto ad assicurare che "non vengano messi in discussione i simboli e i valori fondanti della nostra comunità".. Ha presentato ulteriori disegni di legge sull'arruolamento negli alpini, sull'accattonaggio da parte di minori e sui requisiti igienico-sanitari dei campi nomadi. Nessuno di questi DDL è mai stato discusso in commissione.
Ha inoltre partecipato alla discussione della Legge 40 sulla procreazione assistita e alla norma di "conferimento del grado superiore, a titolo onorifico, ai paracadutisti della 'Folgore', caduti nelle acque della Meloria il 9 novembre 1971".
Alle elezioni politiche del 2006 viene candidato nella stessa circoscrizione e rieletto per le liste della Lega Nord - Movimento per l'Autonomia. Fa parte della Commissione Difesa e della delegazione all'Assemblea Parlamentare dell'OSCE. Ha ripresentato il DDL sull'esposizione del crocifisso negli uffici pubblici, così come un'altra proposta per l'istituzione di un registro nazionale delle guardie giurate. I due DDL non sono stati discussi dal Parlamento

### Capogruppo della Lega Nord al Senato
Alle elezioni politiche del 2008 viene candidato al Senato della Repubblica nella circoscrizione regionale del Veneto, e risulta eletto. Ricopre il ruolo di capogruppo dei senatori del gruppo Lega Nord Padania. È membro della commissione "Affari Esteri - Emigrazione", della Commissione di vigilanza sulla RAI e della sottocommissione per l'accesso. È inoltre membro delle delegazioni presso l'Assemblea Parlamentare del Consiglio d'Europa e dell'Unione dell'Europa Occidentale.
Ha presentato al Senato diversi disegni di legge. L'unico DDL discusso e approvato è stato quello sulla costituzione di una commissione parlamentare d'inchiesta sulla mafia.
Bricolo è inoltre secondo firmatario all'emendamento 1707 sul DDL intercettazioni, che prevede l'abrogazione dell'obbligo di arresto nei confronti di chi viene sorpreso in flagranza a compiere atti sessuali "di minore gravità" con minorenni. L'emendamento 1707 è stato in seguito ritirato.
Ulteriori DDL presentati da Bricolo non sono stati ancora discussi dal Senato; essi includono:
- Modifica all'articolo 11 della Costituzione sulla partecipazione dell'Italia all'Unione europea[14]
- Modifica all'articolo 12 della Costituzione sul riconoscimento dei simboli identitari di ciascuna Regione[15]  (bandiera e inno)
- Modifica della legge 15 dicembre 1999, n. 482, in materia di tutela delle minoranze linguistiche storiche, al fine del riconoscimento della lingua veneta[16]
- Disposizioni per l'insegnamento nella scuola dell'obbligo delle lingue e dialetti delle comunità territoriali e regionali[17]
- Indizione di referendum per l'approvazione della ratifica del Trattato di Lisbona[18] (andato poi incontro a ratifica e promulgazione senza referendum)

Nel 2009 Bricolo è stato commissario della sezione padovana della Lega Nord.
Il 4 dicembre 2011 è nominato dal presidente Roberto Calderoli vicepresidente del Parlamento del Nord.
Il 20 giugno 2012 Bricolo, presidente dei senatori leghisti, propone di posticipare la votazione dell'articolo 1 delle riforme costituzionali, che prevede la riduzione del numero dei deputati, e di trattare il tema della trasformazione del Senato in senso federale sul modello tedesco. L'Aula del Senato approva con 154 voti a favore (la vecchia maggioranza di Pdl e Lega) e 128 contrari Pd e Idv.

### Dopo il Parlamento
In vista delle elezioni amministrative del 2022 a Verona, diventa responsabile della campagna elettorale della Lega per Salvini Premier.
Il 17 maggio 2022 diventa presidente di Veronafiere SpA per il triennio 2022-2025, subentrando a Maurizio Danese. Il 5 maggio 2025 viene confermato nella carica per il successivo triennio.

## Prese di posizione
- Nel 2002 ha chiesto al ministro dell'interno Pisanu di  "chiudere tutti quei centri islamici e quelle moschee frequentate da possibili fiancheggiatori del terrorismo e a ridurre al massimo i visti di entrata nel nostro paese per i cittadini arabi"[22].
- Nel 2003 Bricolo si è dichiarato contrario alla Chiesa "conciliare" che appoggia il centro-sinistra, e vicino ai cattolici tradizionalisti lefebvriani della Fraternità San Pio X[23]
- Nell'ottobre 2008 ha proposto il controllo preventivo dei matrimoni misti: "Prima controlliamo che si amino davvero. In troppi pagano una persona per farsi sposare e ottenere così la cittadinanza"[24].